# Sophronica camerunica
Sophronica camerunica är en skalbaggsart som beskrevs av Stefan von Breuning 1940. Sophronica camerunica ingår i släktet Sophronica och familjen långhorningar. Inga underarter finns listade i Catalogue of Life.